# Ірландські конституційні референдуми 2015
Ірландський референдум 22 травня 2015 року передбачав голосування з двох запитань — поправок до Конституції Ірландії

## Одностатеві шлюби
Ірландцям було запропоновано вирішити, чи внесити в Конституцію країни статтю про те, що «шлюб може укладатися відповідно до законодавства між двома людьми незалежно від їх статі». Уряд так само, як і усі головні політичні партії, виступили За. 62,07 % виборців проголосували за легалізацію одностатевих шлюбів.

## Мінімальний вік для кандидатів у президенти
За підсумками референдуму, громадяни Ірландії більшістю відкинули поправку, що знижує мінімальний вік для кандидатів у президенти з 35 до 21 років. За цю пропозицію проголосували 26,9 %, проти — 73 %.